# Broyes (Marne)
Broyes ist eine französische Gemeinde mit 341 Einwohnern (Stand 1. Januar 2022) im Département Marne in der Region Grand Est (vor 2016 Champagne-Ardenne). Sie gehört zum Arrondissement Épernay und zum Kanton Sézanne-Brie et Champagne.

## Geografie
Broyes liegt etwa 105 Kilometer ostsüdöstlich des Pariser Stadtzentrums. Umgeben wird Broyes von den Nachbargemeinden Mondement-Montgivroux im Norden, Allemant im Osten, Péas im Süden und Südosten, Sézanne im Südwesten, Lachy im Westen sowie La Villeneuve-lès-Charleville im Nordwesten.

## Bevölkerungsentwicklung
| Jahr                       | 1962 | 1968 | 1975 | 1982 | 1990 | 1999 | 2006 | 2011 | 2018 |
| -------------------------- | ---- | ---- | ---- | ---- | ---- | ---- | ---- | ---- | ---- |
| Einwohner                  | 504  | 487  | 454  | 463  | 436  | 374  | 385  | 362  | 359  |
| Quellen: Cassini und INSEE |      |      |      |      |      |      |      |      |      |

## Sehenswürdigkeiten
- Kirche Saint-Martin aus dem 15. Jahrhundert
- Schloss Broyes, heute Gutshof

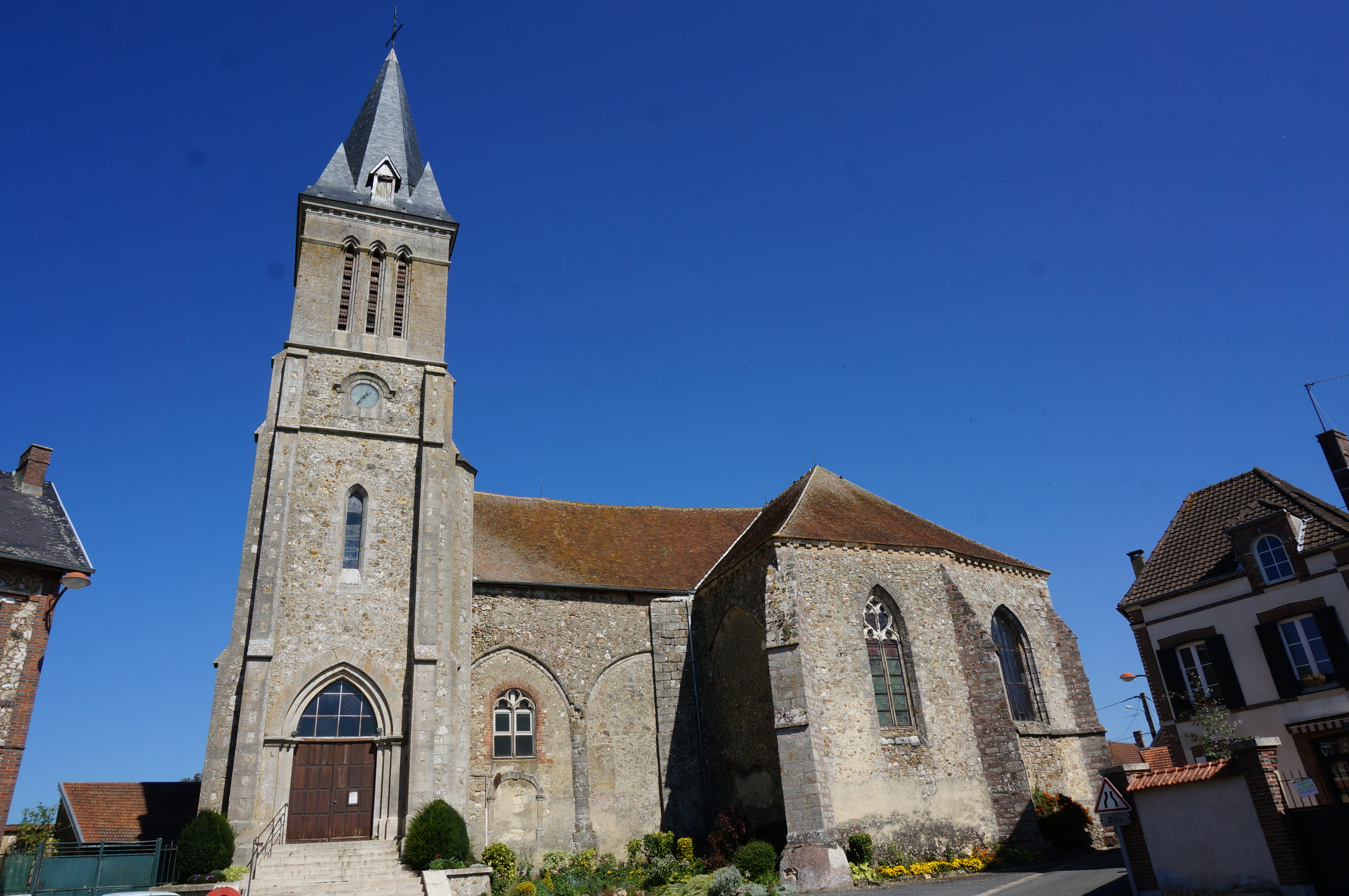
Kirche Saint-Martin
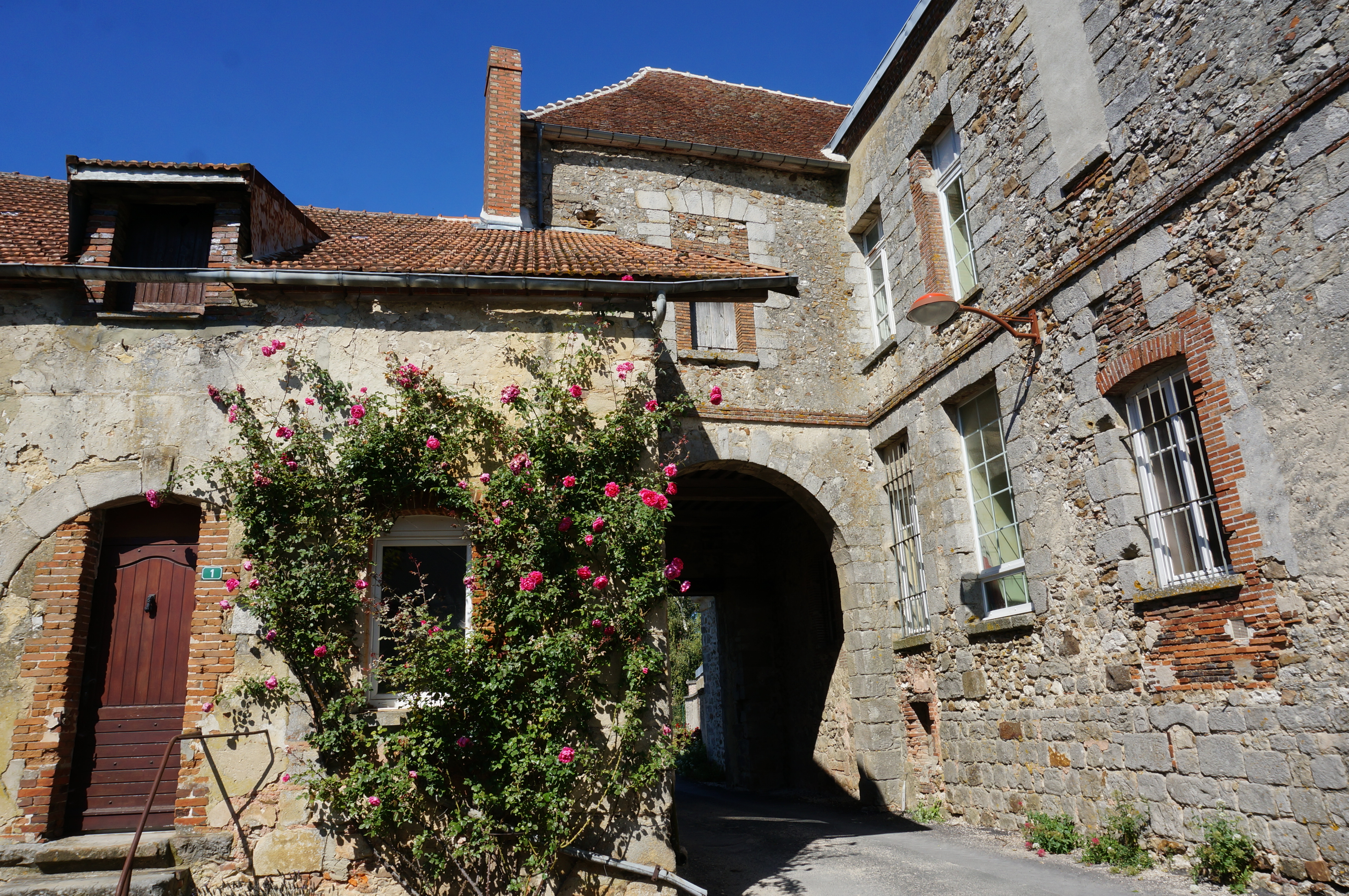
Schloss Broyes

## Persönlichkeiten
- Louis Harlet (1772–1853), Brigadegeneral der Infanterie